# Campbellana
Campbellana là một chi bướm đêm thuộc họ Carposinidae, chỉ gồm một loài Campbellana attenuata. Nó là loài đặc hữu của quần đảo Campbell của New Zealand.